# Andrea Gaudenzi
Andrea Gaudenzi (Faenza, 30 de julio de 1973) es un exjugador de tenis italiano y actual presidente del ATP Tour, desde el 1 de enero de2020. 
El diestro jugador representó a Italia en los Juegos Olímpicos de Atlanta 1996 realizadas en Atlanta, Georgia, donde fue vencido en la tercera ronda por el jugador Estadounidense y posterior campeón Andre Agassi. Gaudenzi alcanzó su mejor posición en sencillos de la Asociación de Tenistas Profesionales o ATP (por sus siglas en inglés) el 27 de febrero de 1995, cuando alcanzó el puesto 18 del ranking. Fue el N.º 1 del mundo junior en el año 1990.
Su récord de Copa Davis es de 19-14, siendo la carta principal del equipo que alcanzó la final del torneo en 1998, perdiendo en la final en Milán ante Suecia. En la final, Gaudenzi disputó un impresionante primer partido ante Magnus Norman cuyo score era 6-7(9) 7-6(0) 4-6 6-3 y 6-6 cuando debió abandonar el partido debido a una lesión en el hombro, impidiéndole participar en el resto de la serie y prácticamente eliminando las chances italianas de lograr la copa.

## Títulos

### Individuales
| Leyenda                |
| Grand Slam (0)         |
| Tennis Masters Cup (0) |
| ATP Masters Series (0) |
| ATP Tour (3)           |

| N.º | Fecha               | Torneo       | Superficie    | Oponente en la final | Resultado   |
| --- | ------------------- | ------------ | ------------- | -------------------- | ----------- |
| 1.  | 29 de marzo de 1998 | Casablanca   | Tierra batida | Álex Calatrava       | 6-4 5-7 6-4 |
| 2.  | 27 de mayo de 2001  | Sankt Pölten | Tierra batida | Markus Hipfl         | 6-0 7-5     |
| 3.  | 15 de julio de 2001 | Båstad       | Tierra batida | Bohdan Ulihrach      | 7-5 6-3     |

### Finalista en Individuales
- 1994: Stuttgart Outdoor (pierde ante Alberto Berasategui)
- 1995: Dubái (pierde ante Wayne Ferreira)
- 1995: San Marino (pierde ante Thomas Muster)
- 1996: Estoril (pierde ante Thomas Muster)
- 1997: Bucarest (pierde ante Richard Fromberg)
- 1998: Kitzbuhel (pierde ante Albert Costa)

### Dobles
| Leyenda                |
| Grand Slam (0)         |
| Tennis Masters Cup (0) |
| ATP Masters Series (0) |
| ATP Tour (2)           |

| N.º | Fecha | Torneo     | Superficie    | Pareja           | Oponentes en la final           | Resultado |
| --- | ----- | ---------- | ------------- | ---------------- | ------------------------------- | --------- |
| 1.  | 1996  | Milán      | Moqueta       | Goran Ivanišević | Guy Forget Jakob Hlasek         | 6-4 7-5   |
| 2.  | 1998  | Casablanca | Tierra batida | Diego Nargiso    | Cristian Brandi Filippo Messori | 6-4 7-6   |

### Finalista en Dobles
- 2000: Bastad
- 2000: St. Poelten
- 1997: Estoril
- 1995: Barcelona

### Clasificación en torneos del Grand Slam
| Torneo               | 2003 | 2002 | 2001 | 2000 | 1999 | 1998 | 1997 | 1996 | 1995 | 1994 |
| -------------------- | ---- | ---- | ---- | ---- | ---- | ---- | ---- | ---- | ---- | ---- |
| Abierto de Australia | 1r   | 2r   | 1r   | 1r   | -    | 3r   | 1r   | 1r   | 2r   | 2r   |
| Roland Garros        | -    | 3r   | -    | 2r   | 3r   | 2r   | 1r   | 2r   | 1r   | 4r   |
| Wimbledon            | -    | 1r   | -    | 1r   | -    | -    | -    | 2r   | 1r   | 1r   |
| US Open              | -    | 1r   | 2r   | 1r   | 1r   | 1r   | -    | 2r   | 1r   |      |